# Phrynobatrachus stewartae
Phrynobatrachus stewartae é uma espécie de anfíbio da família Petropedetidae.
Pode ser encontrada nos seguintes países: Malawi e Tanzânia.
Os seus habitats naturais são: regiões subtropicais ou tropicais húmidas de alta altitude, campos de gramíneas de baixa altitude subtropicais ou tropicais sazonalmente húmidos ou inundados, campos de altitude subtropicais ou tropicais, áreas húmidas dominadas por vegetação arbustiva e marismas de água doce.